# Gérard Larrousse
Gérard Larrousse est un ancien pilote  automobile français, né le 23 mai 1940 à Lyon 3e, France, ayant obtenu des victoires variées, dans plusieurs types de disciplines, de 1966 à 1975.
Double vainqueur en huit participations des 24 Heures du Mans (1973-1974) avec Henri Pescarolo sur Matra Simca MS670B. Il est aussi pilote d'usine pour Porsche pour les saisons d'endurance 1969, 1970 et 1971 et remporte six fois le titre de champion de France des circuits de 1969 à 1974. Entre 1970 et 1972 il fait aussi partie de l'équipe Porsche officielle en rallye (avec Björn Waldegård, Åke Andersson, et Hans-Joachim Walter entre autres) qui remporte la première édition du Championnat international des marques en 1970 et termine deux fois troisième de celui-ci, en 1971 et 1972 (durant ces trois années il est deuxième au rallye Monte-Carlo en 1970 et 1972 et 6e au RAC Rally en 1970).
Il participe à deux Grands Prix de Formule 1 comptant pour le championnat du monde, débutant le 12 mai 1974 au volant d'une Brabham BT42 pour la Scuderia Finotto. Il ne marque aucun point au championnat.
Pilote de circuits (victoire en 1971 aux 12 Heures de Sebring et aux 1 000 km du Nürburgring, en 1974 à la Targa Florio) et de rallye (victoire en 1969 au Tour de Corse), Gérard Larrousse a été aussi le directeur de Renault sport en rallye, sport-prototype et en Formule 1 de 1976 à 1984, en prenant la suite de François Landon et de Jacques Féret, et avant l'arrivée de Patrick Landon - le fils de Jacques - à la tête du département rallye, Gérard Larrousse devenant désormais le directeur sportif de l'écurie de F1 Ligier en 1985 et 1986. 
En 1987, Il crée sa propre équipe de Formule 1, l'écurie Larrousse.
Il est le seul double lauréat du Prix Roland Peugeot de l'Académie des sports du plus bel exploit automobile français de l'année, obtenus en 1969 et 1973.

## Résultats en championnat du monde de Formule 1
| Saison | Écurie           | Châssis      | Moteur               | Pneus     | GP disputé | Points inscrits | Classement |
| ------ | ---------------- | ------------ | -------------------- | --------- | ---------- | --------------- | ---------- |
| 1974   | Scuderia Finotto | Brabham BT42 | Ford-Cosworth DFV V8 | Firestone | 2 (1)      | 0               | Nc.        |

| Année | Écurie                | Châssis      | Moteur               | 1   | 2   | 3   | 4   | 5       | 6   | 7   | 8   | 9      | 10  | 11  | 12  | 13  | 14  | 15  | Classement | Points |
| ----- | --------------------- | ------------ | -------------------- | --- | --- | --- | --- | ------- | --- | --- | --- | ------ | --- | --- | --- | --- | --- | --- | ---------- | ------ |
| 1974  | Scuderia Finotto (en) | Brabham BT42 | Ford-Cosworth DFV V8 | ARG | BRA | RSA | ESP | BEL Abd | MON | SWE | NED | FRA Nq | GBR | GER | AUT | ITA | CAN | USA | NC         | 0      |

## Résultats aux 24 Heures du Mans

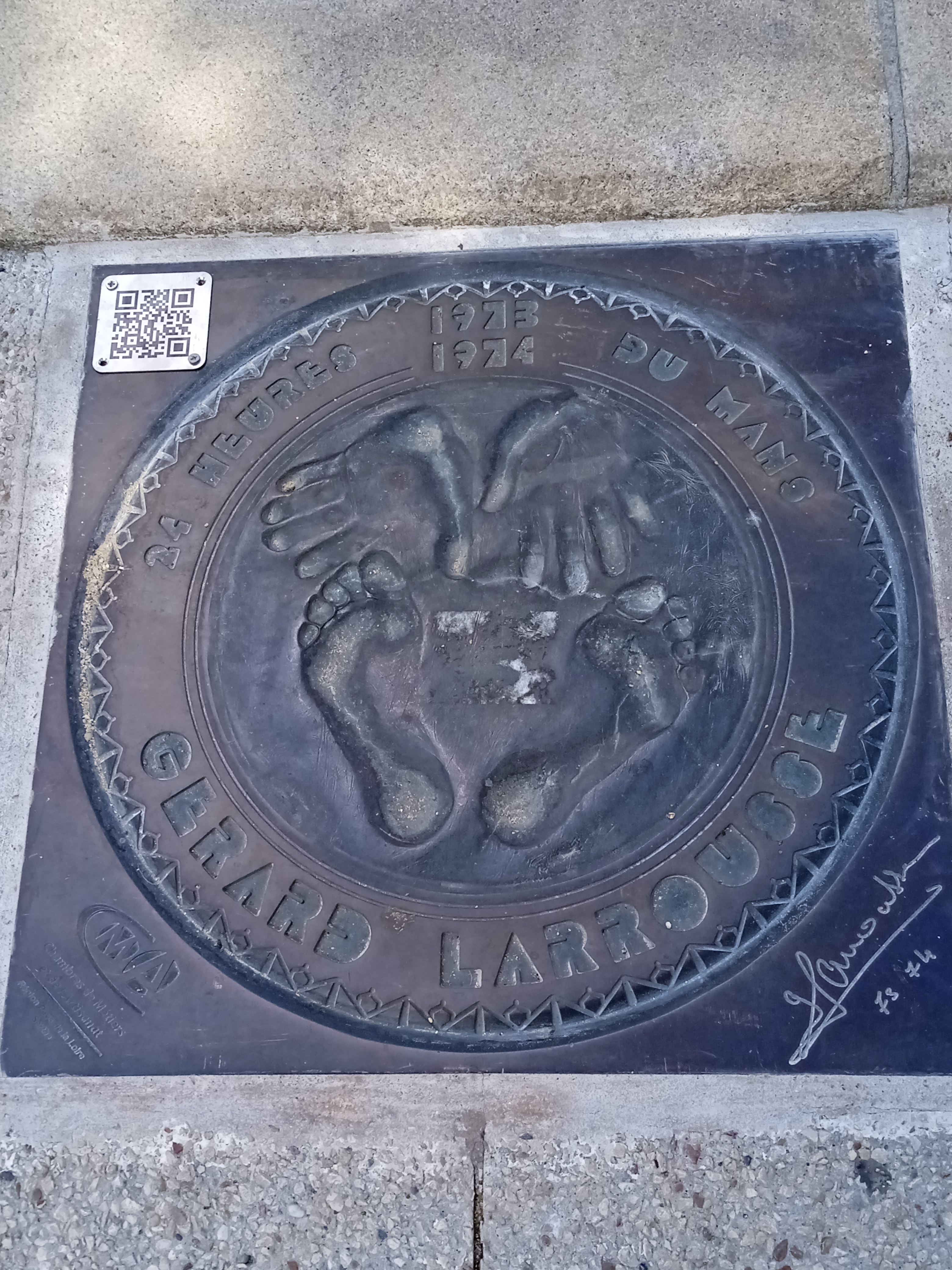
Empreintes des pilotes des 24 heures au Mans

| Année | Écurie                         | Châssis            | Moteur                           | Classement |
| ----- | ------------------------------ | ------------------ | -------------------------------- | ---------- |
| 1967  | Écurie Savin-Calberson         | Alpine A210        | Renault-Gordini 1,0 L 4 en ligne | Abandon    |
| 1968  | Société des Automobiles Alpine | Alpine A220        | Renault-Gordini 3,0 L V8         | Abandon    |
| 1969  | Porsche System Engineering     | Porsche 908        | Porsche 3,0 L Flat-8             | 2e         |
| 1970  | Martini Racing Team            | Porsche 917 LH     | Porsche 4,5 L Flat-12            | 2e         |
| 1971  | Martini Racing Team            | Porsche 917 LH     | Porsche 4,9 L Flat-12            | Abandon    |
| 1972  | Écurie Bonnier Switzerland     | Lola T280          | Ford-Cosworth DFV 3,0 L V8       | Abandon    |
| 1973  | Équipe Matra-Simca Shell       | Matra Simca MS670B | Matra 3,0 L V12                  | Vainqueur  |
| 1974  | Équipe Gitanes                 | Matra Simca MS670C | Matra 3,0 L V12                  | Vainqueur  |

## Circuits d'endurance

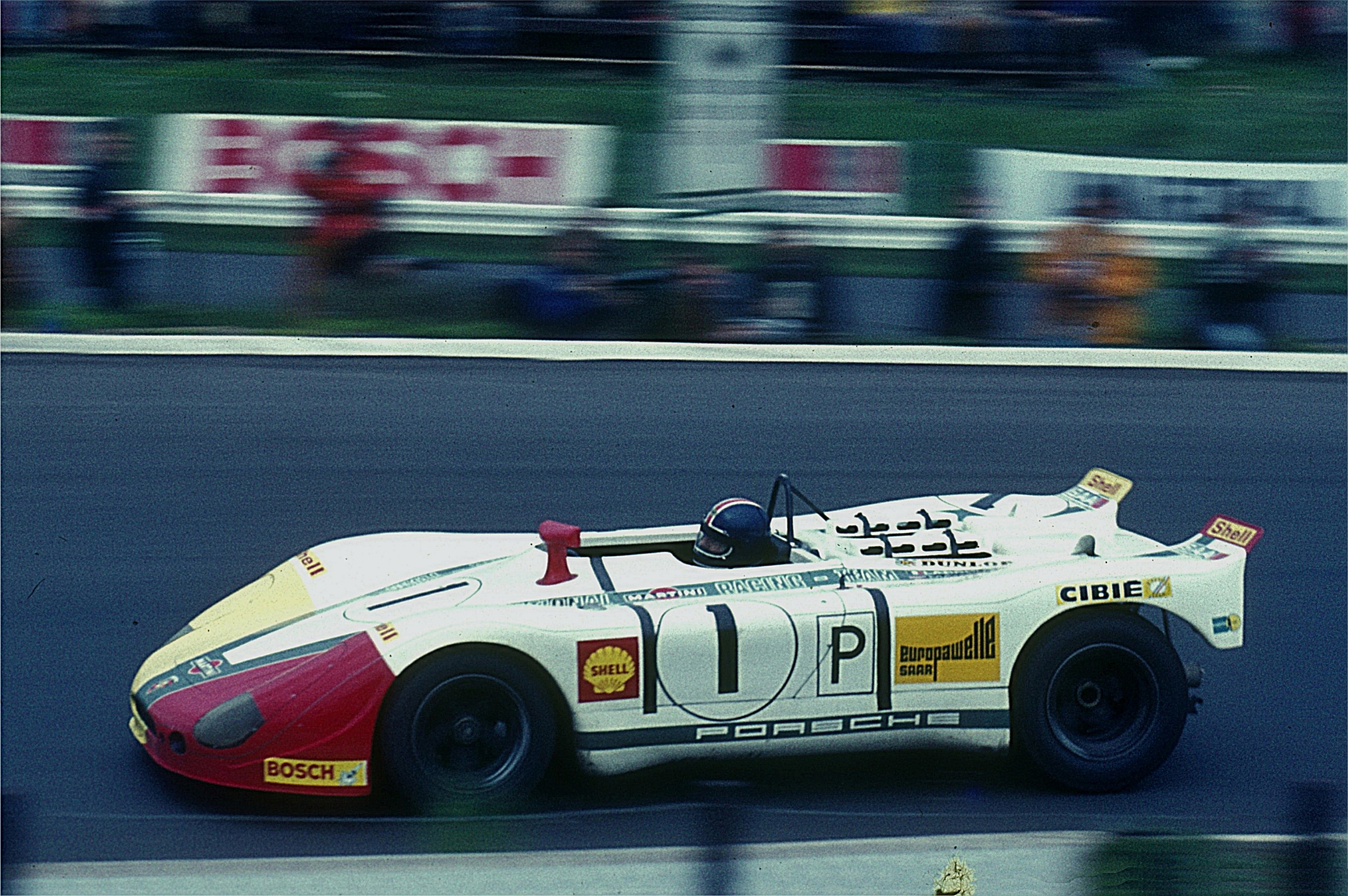
Gérard Larrousse sur Porsche 908 en 1970.

- Vainqueur à 4 reprises de la Coupe du Salon de Montlhéry: 1970 (Porsche 908/2), 1971 (Chevron B19), 1973 (Lola T292), 1974 (Alpine A441)
- 12 Heures de Sebring : 1971 (avec Vic Elford, sur Porsche 917 K, team Martini Racing; également vainqueur de catégorie GT en 1969 avec André Wicky et Jean Sage, sur 911T de Wicky)
- 1 000 km du Nürburgring : 1971 (avec Vic Elford, sur Porsche 908/03)
- 1 000 kilomètres de Paris : 1972 (avec Jean-Pierre Beltoise, sur le circuit de Rouen)
- 1 000 kilomètres de Zeltweg : 1973 (avec Henri Pescarolo, équipe Matra-Simca)
- 1 000 km de Dijon : 1973 (avec Pescarolo, équipe Matra-Simca)
- 6 Heures de Watkins Glen : 1973 (avec Pescarolo, équipe Matra-Simca)
- 6 Heures de Vallelunga : 1973 (avec Pescarolo et Cevert, équipe Matra-Simca)
- 1 000 km d'Imola : 1974 (avec Pescarolo, équipe Gitanes)
- 6 Heures de Kyalami : 1974 (avec Pescarolo, équipe Gitanes)
- 1 000 kilomètres de Zeltweg : 1974 (avec Pescarolo, équipe Gitanes)
- 1 000 kilomètres de Mugello : 1975 (avec Jean-Pierre Jabouille, sur Alpine A441 Turbo, après avoir gagné le Grand Prix de Mugello en 1975 sur A441)

## Circuit routier

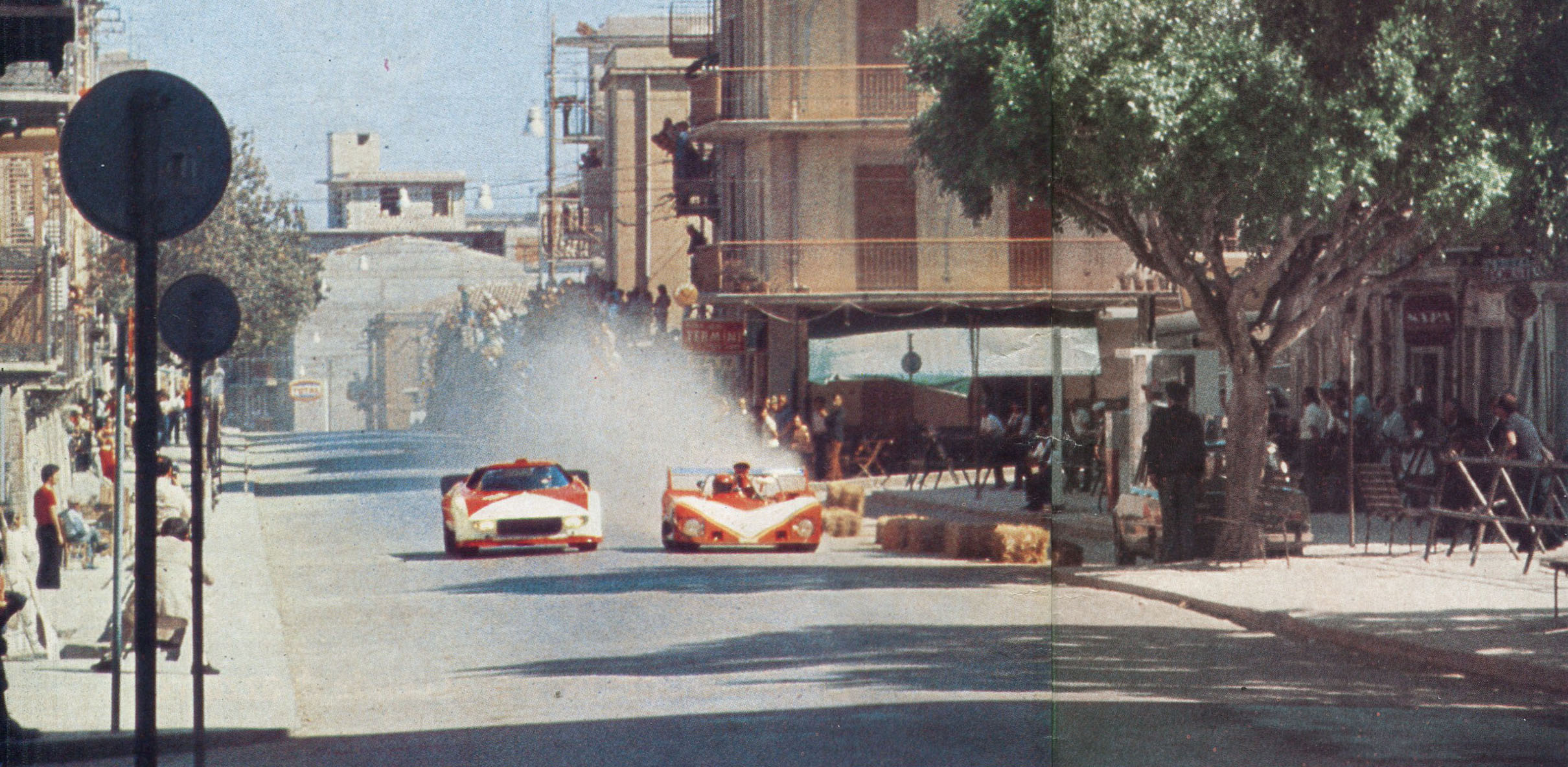
Gérard Larrousse, au 2e tour du circuit routier Piccolo Madonie, vainqueur de la Targa Florio 1974 sur Lancia Stratos HF 2.4 V6 Prototype, avec Amilcare Ballestrieri.

- Marathon de la Route : 1970, avec Helmut Marko et Claude Haldi, sur Porsche 914-6 (dernière édition du Liège-Rome-Liège)
- Targa Florio : 1974, avec Amilcare Ballestrieri, sur Lancia Stratos
- Coppa Cittá di Enna : 1974, sur Alpine A441-Renault

## Championnat de France des circuits
- Titre en 1969, 1970, 1971, 1972, 1973, et 1974 (record)

(victoire notable: Coupes de Paris (A.G.A.C.I. 300) à Montlhéry en 1968, associé à Guy Verrier sur Alfa Romeo Tipo 33 (T33/2 V8))

## Championnat de France des rallyes
| Saison | Titre                                                                                               | Voiture                            |
| ------ | --------------------------------------------------------------------------------------------------- | ---------------------------------- |
| 1966   | Vice-champion de France des rallyes, catégorie Tourisme (copilote essentiellement Pierre Méchain)   | NSU 1000 Sp                        |
| 1967   | Vice-champion de France des rallyes sur asphalte (copilote Marcel Callewaert)                       | Alpine-Renault A110 1600           |
| 1967   | Champion de France des rallyes du Groupe 3 (Grand Tourisme) (copilote Marcel Callewaert)            | Alpine-Renault A110 1600           |
| 1969   | Vice-champion de France des rallyes sur asphalte (copilotes Jean-Claude Perramond et Maurice Gélin) | Porsche 911 S & Alfa Romeo Tipo 33 |

- Critérium des Cévennes : 1965 en catégorie Tourisme, sur Renault[2]
- Rallye de Lorraine : 1966, avec Pierre Méchain, sur NSU TTS 1000 Sp
- Rallye Bayonne-Côte basque : 1966, avec  Jean Sage, sur NSU TTS 1200 Sp
- Critérium des Cévennes : 1967, avec Marcel Callewaert, sur Alpine A110 1600
- Critérium Alpin : 1967, avec Callewaert, sur Alpine A110 1600
- Rallye de Picardie : 1967, avec Callewaert, sur Alpine A110 1600
- Rallye de La Baule : 1967, avec Callewaert, sur Alpine A110 1600
- Ronde Cévenole : 1967, sur Alpine A110 1600
- Rallye du Mont-Blanc : 1967, avec Callewaert, sur  Alpine A110 1440
- Rallye Bayonne-Côte basque : 1967, avec Callewaert, sur  Alpine A110 1440
- Rallye Vercors-Vivarais : 1967, avec Callewaert, sur  Alpine A110 1440
- Critérium Neige et Glace : 1968 (avec Callewaert, sur Alpine A110), et 1969 (avec Perramond, sur Porsche 911 R)
- Rallye de Lorraine : 1968, avec Callewaert, sur  Alpine A110 1530
- Tour de France automobile : 1969, avec Maurice Gélin, sur Porsche 911 R (et 1er en catégorie Sport-Prototype)
- Tour de Corse : 1969, avec Gélin, sur Porsche 911 R (vainqueur de 4 spéciales (déjà vainqueur d'une1 spéciale en 1968))
- Critérium des Cévennes : 1970, avec Gélin, sur Simca CG MC proto
- Tour de France automobile : 1971, avec Johnny Rives, sur Matra 650 (et 1er en catégorie GT spéciales et Sport-Prototype)
- Tour de France automobile : 1974, avec Jean-Pierre Nicolas & Rives, sur Ligier-Maserati JS2 (et 1er en catégorie Groupe 4/5) 
  - 3e du Tour de France automobile: 1970, avec Gélin, sur Porsche 911 S

## Rallyes internationaux
- Rallye Monte-Carlo 1969 : 2e au général (avec Maurice Gélin sur Porsche 911 S)
- Rallye Monte-Carlo 1970 : 2e au général (avec Maurice Gélin sur Porsche 911 S)
- Rallye Monte-Carlo 1972 : 2e au général (1er en classe 3, avec Jean-Claude Perramond sur Porsche 911 S)
- RAC Rallye 1970 : 1er en classe 3, avec l'anglais Mike Wood sur Porsche 911 S team Porsche System Engineering (6e au général)
- Rallye Monte-Carlo 1973 : 1er en classe 1, avec le Belge Christian Delferrier sur Alfa Romeo 2000 GTV (19e au général)
- Rallye Côte d'Ivoire Bandama 1973 : 2e au général, sur Datsun 180B SSS (équipage 1#)

## Diverses courses
- Rallye de La Châtre : 1968, sur Alpine A110 1300.
- Course de côte St-Ursanne-Les-Rangiers 1971 : sur Chevron B19, 1er du groupe 5 (barquettes) et 2e du classement général derrière Xavier Perrot.